# Kristijan Malinow
Kristijan Aleksandrow Malinow (bułg. Кристиян Александров Малинов, ur. 30 marca 1994 w Petriczu) – bułgarski piłkarz grający na pozycji ofensywnego pomocnika. Od 2016 jest zawodnikiem klubu Oud-Heverlee Leuven.

## Kariera klubowa
Swoją karierę piłkarską Malinow rozpoczął w 2004 roku w klubie Bełasica Petricz. W latach 2007–2008 trenował w Pirin 2001, a w 2008 roku został zawodnikiem zespołu juniorów Liteksu Łowecz. W 2012 roku awansował do pierwszego zespołu Liteksu, a w 2013 roku został wypożyczony do drugoligowego klubu Dobrudża Dobricz. Swój debiut w Dobrudży zaliczył 3 sierpnia 2013 w wygranym 1:0 domowym meczu z Akademikiem Swisztow. W Dobrudży był podstawowym zawodnikiem i spędził w niej rok.
Latem 2014 roku Malinow wrócił do Liteksu Łowecz. 20 lipca 2014 zadebiutował w jego barwach w pierwszej lidze bułgarskiej w przegranym 0:1 domowym meczu z CSKA Sofia. 14 września 2014 w zwycięskim 2:0 domowym meczu z FK Chaskowo 2009 strzelił swojego premierowego gola w bułgarskiej ekstraklasie.
W 2016 roku Malinow przeszedł do CSKA Sofia. Zadebiutował w nim 29 lipca 2016 w wygranym 2:0 domowym meczu ze Sławią Sofia. Od 2017 do 2020 czterokrotnie z rzędu wywalczył z CSKA wicemistrzostwo Bułgarii.
Latem 2020 Malinow przeszedł do belgijskiego Oud-Heverlee Leuven, w którym zadebiutował 22 sierpnia 2020 w przegranym 0:2 domowym spotkaniu z Royalem Charleroi.
| Sezon   | Klub                | Kraj     | Rozgrywki       | Mecze | Gole |
| ------- | ------------------- | -------- | --------------- | ----- | ---- |
| 2012/13 | Liteks Łowecz       | Bułgaria | A PFG           | 0     | 0    |
| 2013/14 | Dobrudża Dobricz    | Bułgaria | B PFG           | 26    | 4    |
| 2014/15 | Liteks Łowecz       | Bułgaria | A PFG           | 30    | 2    |
| 2015/16 | Liteks Łowecz       | Bułgaria | A PFG           | 14    | 2    |
| 2016/17 | CSKA Sofia          | Bułgaria | A PFG           | 17    | 0    |
| 2017/18 | CSKA Sofia          | Bułgaria | A PFG           | 29    | 3    |
| 2018/19 | CSKA Sofia          | Bułgaria | A PFG           | 31    | 1    |
| 2019/20 | CSKA Sofia          | Bułgaria | A PFG           | 27    | 2    |
| 2020/21 | CSKA Sofia          | Bułgaria | A PFG           | 1     | 0    |
| 2020/21 | Oud-Heverlee Leuven | Belgia   | Eerste klasse A | 27    | 2    |

## Kariera reprezentacyjna
W reprezentacji Bułgarii Malinow zadebiutował 8 czerwca 2015 w przegranym 0:4 towarzyskim meczu z Turcją, rozegranym w Stambule, gdy w 76. minucie zmienił Iwelina Popowa.